# Kronförstchen

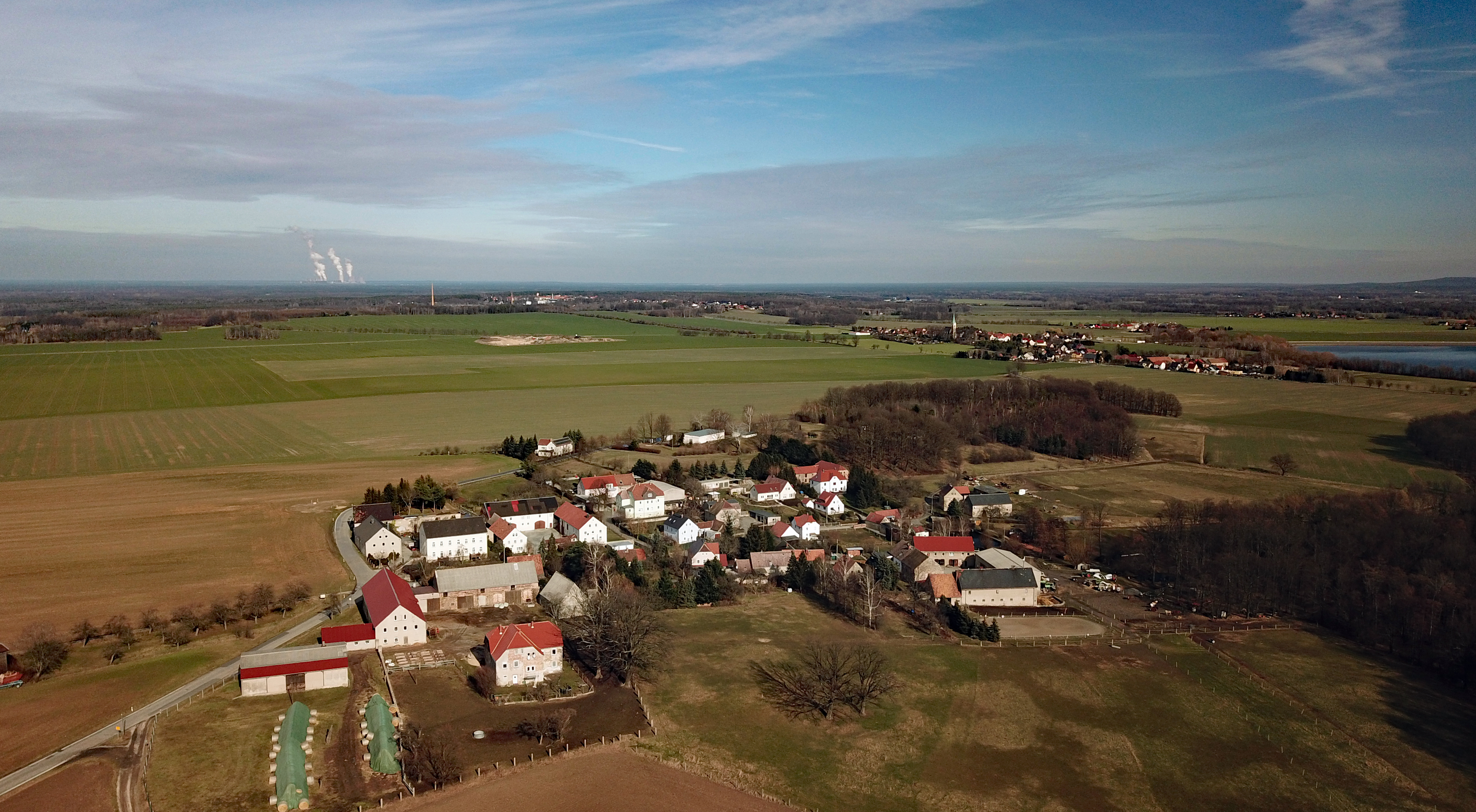
Luftbild

Kronförstchen, obersorbisch Křiwa Boršćⓘ, ist ein Dorf im ostsächsischen Landkreis Bautzen. Seit 1994 ist es ein Ortsteil der Gemeinde Großdubrau. Kronförstchen zählt zum sorbischen Siedlungsgebiet in der Oberlausitz.

## Geografie
Der Ort befindet sich etwa fünf Kilometer nördlich der Großen Kreisstadt Bautzen und drei Kilometer südwestlich des Gemeindezentrums Großdubrau am Nordrand des Oberlausitzer Gefildes. Kronförstchen liegt auf einer Erhebung etwa 200 Meter über dem Meeresspiegel, westlich der Spreeniederung, die hier seit 1974 von der Talsperre Bautzen überflutet ist. Auch nach Norden und Westen fällt das Gelände leicht ab. Während sich südlich des Ortes kleinere Waldflächen befinden, wird die restliche Umgebung intensiv landwirtschaftlich genutzt.
Die Nachbarorte sind Quatitz und Dahlowitz im Osten, Lubachau im Südwesten und Neu-Bornitz im Nordwesten.

## Geschichte

### Entwicklung des Ortsnamens
- 1334 Krummenforst
- 1347 Crumminforst
- 1381 Krumenfurste
- 1455 Cromenforst
- 1497 Krumenfurste
- 1534 Krum-Forst
- 1618 Kromforst
- 1663 Crumforst
- 1746 Cron- oder Krumförstgen
- 1786 Cromförstchen, Krum Förstchen

### Ortsgeschichte
Der Ort wurde erstmals um 1334 erwähnt, um 1443 als Rittersitz. Der Name wird abgeleitet vom „krummen Forst“, wobei der Zusatz krumm der Unterscheidung von anderen Orten namens „Forst“ dient und sich auf die Anlage des Ortes bezieht. Es handelt sich um ein lockeres Platzdorf mit Rundweilerkern. Im 16. Jahrhundert lag die Grundherrschaft beim Rat von Bautzen. Ein Fachwerkhaus ist noch erhalten. Der Teich, das Vorwerk und die Schafhutung in Kronförstchen gehörten von 1617 bis 1661 mit dem Gut Lubachau zum Besitz der Familie von Zezschwitz. 1773 ging das Nebengut von Malschwitz in den Besitz der Herren von Gaußig über.
Bis zum 1. April 1936 war Kronförstchen eine eigenständige Landgemeinde; dann wurde es nach Quatitz eingemeindet. Seit dem 1. Januar 1994 gehört die gesamte Gemeinde Quatitz zu Großdubrau.

### Bodenfunde und Ausgrabungen
Bodenfunde aus unterschiedlichen Zeitepochen belegen die frühe Besiedlung des Gebietes. So wurden um Kronförstchen herum ein Grab, ein Steinbeil sowie eine walzenförmige Axt aus Lamprophyr, welche dem Neolithikum zugeordnet wurden, gefunden. Außerdem wurden verschiedene Gefäße eines Gräberfeldes aus der Bronzezeit entdeckt.

### Bevölkerung
Im Jahr 1925 hatte Kronförstchen 113 Einwohner; davon waren 111 evangelischer Konfession. Der Ort ist seit 1899 nach Quatitz gepfarrt und gehörte zuvor zur Kirchgemeinde Malschwitz.
Für seine Statistik über die sorbische Bevölkerung in der Oberlausitz ermittelte Arnošt Muka in den achtziger Jahren des 19. Jahrhunderts eine Bevölkerungszahl von 128 Einwohnern; davon waren 118 Sorben (92 %) und 10 Deutsche. Seitdem ist der Anteil der Sorbisch-Sprecher im Ort stark zurückgegangen.
Nach 1990 ist die Einwohnerzahl leicht gesunken und liegt heute bei unter Hundert.

## Persönlichkeiten
- Heinrich Benno Möschler (* 28. Oktober 1831; † 21. November 1888 in Kronförstchen), Insektenkundler
- Albert Möschler (7. November 1864 in Kronförstchen; verschollen Ende Januar 1945 im Bereich der Kurischen Nehrung), Präparator und Pionier der Vogelwarte Rossitten
- Felix Möschler (* 10. April 1878 in Kronförstchen; † 15. November 1959 in Herrnhut), Fachlehrer für Landwirtschaft, Oberschulrat